# Речевое воздействие
Речевое воздействие (англ., нем.: рersuasion) – воздействие на поведение, установки, оценки индивида и/или группы лиц средствами языка. Изучается как комплексное явление, как взаимодействие языковых и социальных феноменов в связке «язык-общество». Речевое воздействие рассматривается в современных научных концепциях об эффективном речевом общении, в рамках таких научных дисциплин как риторика (классическая и неориторика), теория аргументации, теория коммуникации, социология, психология, психолингвистика. Использования языка рассматривается как одно из средств осуществления власти в обществе . Через анализ языкового выражения вскрываются социальные и идеологические интересы, оценки и позиции использующего язык человека/группы лиц. Воздействие на воспринимающее сознание может оказываться особым речевым формулированием, нацеленным на внедрение в сознание другой личности определённых оценок, мнений, отношений. Это происходит не всегда прямо и необязательно связано с ложным, искажающим факты изложением.

## Формы и типы речевого воздействия
Речевое воздействие типично для социальных практик и типов дискурса, в которых установка на воздействие является доминантной: политика, коммерческая и социальная реклама, СМИ, дискурс потребления.
В области политики (в политическом дискурсе) речевое воздействие реализует задачу создания средствами языка выгодного определенной социальной группе видения реальности, в котором утверждаются «свои» мнения и оценки, формулируются «свои» ценности, признаются «своими/друзьями» одни социальные группы и возводятся в статус «врагов» другие .
Различные аспекты речевого воздействия следует дифференцировать в широком контексте смежных понятий: аргументация, психологическое и речевое манипулирование.
Речевое воздействие осуществляется в разных формах: как прямое, скрытое (латентное)  воздействие, аргументация, речевая манипуляция, суггестия, персуазивность .
Как особую разновидность речевого воздействия рассматривают манипуляцию – речевое воздействие, направленное на неявное побуждение адресата к совершению определённых действий; как скрытое внедрение в его сознание желаний, отношений, установок, служащих осуществлению интересов отправителя сообщения, которые необязательно совпадают с интересами адресата. Цель речевой манипуляции – склонить манипулируемое лицо (адресата) к тому, чтобы принять определенные высказывания за истинные без учёта всех аргументов.

## Средства речевого воздействия
К типичным приемам речевого воздействия относятся:
- использование импликатур, пресуппозиций;
- широкое использование оценочной лексики, в т.ч. эвфемизмов и дисфемизмов;
- опора на стереотипы; ключевые слова, ярлыки;
- манипулирование ролями субъекта и объекта действия.

Как один из действенных факторов воздействия в современных концепциях рассматривается формат или канал коммуникации. В концепции российского лингвиста Чернявской Валерии Евгеньевны показана взаимосвязь медиального аспекта, т.е.  коммуникативного канала и воздействующего эффекта сообщения, эмоционально-оценочного отношения адресата к предмету сообщения. Медиальный аспект рассматривается как фактор продвижения продукта/услуги.
Воздействующий эффект высказывания/текста учитывается в современных правовых отношениях в обществе, осуществляется лингвистическая экспертиза как исследование продуктов речевой деятельности.